# Mecistoptera violescens
Mecistoptera violescens là một loài bướm đêm trong họ Erebidae.